# Lukáš Krpálek
Lukáš Krpálek (Jihlava, 15 november 1990) is een Tsjechisch judoka. Krpálek nam tweemaal deel aan de Olympische Zomerspelen en won in Rio de Janeiro de gouden medaille in het halfzwaargewicht. In dezelfde klasse werd hij in 2014 wereldkampioen en in 2013 en 2014 Europees kampioen. Krpálek stapte na afloop van de Olympische Zomerspelen 2016 over naar de zwaargewichten. In 2019 werd Krpálek wereldkampioen bij de zwaargewichten. Tijdens de Olympische Spelen van Tokio werd Krpálek de derde man die olympisch kampioen werd in twee verschillende gewichtsklassen na de Nederlander Wim Ruska en de Pool Waldemar Legień.

## Resultaten
- Europese kampioenschappen judo 2010 in Wenen 7e in het halfzwaargewicht
- Europese kampioenschappen judo 2011 in Istanboel 5e in het halfzwaargewicht
- Wereldkampioenschappen judo 2011 in Parijs  in de halfzwaargewicht
- Olympische Zomerspelen 2012 in Londen 7e in het halfzwaargewicht
- Europese kampioenschappen judo 2013 in Boedapest  in het halfzwaargewicht
- Wereldkampioenschappen judo 2013 in Rio de Janeiro  in de halfzwaargewicht
- Europese kampioenschappen judo 2014 in Montpellier  in het halfzwaargewicht
- Wereldkampioenschappen judo 2014 in Tsjeljabinsk  in de halfzwaargewicht
- Europese kampioenschappen judo 2015 in Bakoe  in het halfzwaargewicht
- Wereldkampioenschappen judo 2015 in Astana 5e in de halfzwaargewicht
- Olympische Zomerspelen 2016 in Rio de Janeiro  in het halfzwaargewicht
- Europese kampioenschappen judo 2017 in Warschau  in het zwaargewicht
- Wereldkampioenschappen judo 2019 in Tokio  in het zwaargewicht
- Europese kampioenschappen judo 2021 in Lissabon  in het zwaargewicht
- Olympische Zomerspelen 2020 in Tokio  in het zwaargewicht
- Wereldkampioenschappen judo 2023 in Doha  in het halfzwaargewicht
- Europese kampioenschappen judo 2025 in Podgorica  in het zwaargewicht

1972: Sjota Tsjotsjisjvili ·
1976: Kazuhiro Ninomiya ·
1980: Robert Van de Walle ·
1984: Ha Hyoung-zoo ·
1988: Aurélio Miguel ·
1992: Antal Kovács ·
1996: Paweł Nastula ·
2000: Kosei Inoue ·
2004: Ihor Makarov ·
2008: Tuvshinbayar Naidan · 
2012: Tagir Chajboelajev · 
2016: Lukáš Krpálek · 
2020: Aaron Wolf · 
2024: Zelym Kotsoiev
1964: Isao Inokuma ·
1972: Wim Ruska ·
1976: Serhei Novikov ·
1980: Angelo Parisi ·
1984: Hitoshi Saito ·
1988: Hitoshi Saito ·
1992: Davit Chachaleisjvili ·
1996: David Douillet ·
2000: David Douillet ·
2004: Keiji Suzuki ·
2008: Satoshi Ishii · 
2012: Teddy Riner · 
2016: Teddy Riner · 
2020: Lukáš Krpálek · 
2024: Teddy Riner
- Nationale Bibliotheek van Tsjechië: xx0206360
- Virtual International Authority File: 3444147553268453800006